# Phorocera mucrocornis
Phorocera mucrocornis là một loài ruồi trong họ Tachinidae.